# پیش‌ساز پروتئین
یک پیش‌ساز پروتئین، (pro-protein یا pre-peptide) یک پروتئین (یا پپتید) غیرفعال است که می‌تواند با پیرایش پساترجمه‌ای، مانند شکستن یک قطعه از مولکول آن یا افزودن یک مولکول دیگر به آن به شکل فعال تبدیل شود. معمولاً برای نامیدن پیش‌ساز یک پروتئین، از پیشوند پرو- استفاده می‌شود. برای مثال می‌توان به پرو-انسولین و پرو-اُپیوملانوکورتین (proopiomelanocortin) اشاره کرد که هر دو پروهورمون هستندـ
پیش‌سازهای پروتئین عموماً در مواقعی توسط یک جاندار استفاده می‌شوند که پروتئین حاصل از آن‌ها به‌طور بالقوه مضر باشد، اما باید در کوتاه‌مدت و/یا در مقادیر بالا در دسترس باشد. پیش‌سازهای آنزیم‌ها، زیموژن یا پروآنزیم نامیده می‌شوند. (مانند آنزیم‌های دستگاه گوارش در انسان)
برخی از پیش‌سازهای پروتئین از سلول‌ها ترشح می‌شوند. بسیاری از آن‌ها با یک پپتید سیگنال N ترمینال سنتز می‌شوند که آن‌ها را هدفی برای ترشح می‌کند. نام پروتئین‌هایی که حاوی یک پپتید سیگنال هستند، با پیشوند pre همراه است؛ بنابراین آن‌ها را پیش پروپروتئین (pre-pro-protein) یا پیش پروپپتید (pre-pro-peptide) می‌نامند. پپتید سیگنال در شبکهٔ آندوپلاسمی جدا می‌شود. (مانند پری پروانسولین)
Pro-sequenceها نواحی در پروتئین هستند که برای تا شدن صحیح آن، معمولاً در انتقال پروتئین از حالت غیرفعال به حالت فعال، ضروری هستند. آن‌ها همچنین ممکن است در انتقال و ترشح پروتئین دخیل باشند.